# North St. Paul (Minnesota)
North St. Paul è un comune degli Stati Uniti d'America, situato in Minnesota, nella contea di Ramsey.